# Фалероне
Фалероне (італ. Falerone) — муніципалітет в Італії, у регіоні Марке,  провінція Фермо.
Фалероне розташоване на відстані близько 160 км на північний схід від Рима, 60 км на південь від Анкони, 22 км на захід від Фермо.
Населення — 3342 особи (2014).
Щорічний фестиваль відбувається 1 червня. Покровитель — San Fortunato.

## Демографія
Населення за роками:

Станом на 1 січня 2023 року в муніципалітеті офіційно проживали 333 іноземці з 36 країн, серед них 86 громадян країн Євросоюзу та 11 громадян України.

## Сусідні муніципалітети
- Бельмонте-Пічено
- Монтаппоне
- Монте-Відон-Коррадо
- Монтеджорджо
- Пенна-Сан-Джованні
- Сант'Анджело-ін-Понтано
- Сервільяно